# ムカシクロタチ
ムカシクロタチ（学名：Scombrolabrax heterolepis）は、スズキ目ムカシクロタチ亜目に所属する魚類の一種。水深100-900mを主たる生活範囲とする深海魚である。
ムカシクロタチ亜目に含まれる魚類は本種のみで、ムカシクロタチ科・ムカシクロタチ属はいずれも単型となっている。

## 分布
ムカシクロタチは比較的まれな魚類で、太平洋（日本近海を含む）・インド洋・大西洋の熱帯・亜熱帯域の深海に広く分布する一方、太平洋東部と大西洋南東部からは採集記録がない。主な生息深度は100-900mで、海底から離れて生活する中層遊泳性の深海魚である。

## 形態
体は左右に平たく側扁し、大きな眼をもつなど、外部形態はクロタチカマス科（サバ亜目）と類似する。体色は暗褐色で、全長30cm程度にまで成長する。ムカシクロタチは上顎が下顎よりもやや長く、前に突き出すことができること、鰓蓋骨・前鰓蓋骨がギザギザの鋸歯状となっていることで区別される。口は大きく、鋭い牙状の犬歯を備える。浮き袋は弾力性のある壁に覆われ、成魚では椎体の開口部（後述）に収まる。側線は背鰭の直下を走行する。
背鰭は12本の棘条と14-16本の軟条で構成される。胸鰭は長く発達し、先端は肛門の位置にまで達する。臀鰭の棘条は2-3本、軟条は16-18本。椎骨は30個で、成魚では5-12番目の横突起が背方および側方に拡張し、腹側に開口部を有する。

## 分類
ムカシクロタチ亜目は1科1属1種の単型で、ムカシクロタチが唯一の構成種である。本種の一般的形態はサバ亜目クロタチカマス科に類似するが、スズキ亜目・サバ亜目の両方の特徴を併せ持つことから、独立の亜目として分類されている。一方、分岐学的な解析に基づき、本種を Pomatomus 属（オキスズキ科）の姉妹群として位置付ける見解もある。
- ムカシクロタチ亜目 Scombrolabracoidei
  - ムカシクロタチ科 Scombrolabracidae
    - ムカシクロタチ属 Scombrolabrax
      - ムカシクロタチ S. heterolepis